# Anilocra huacho
Anilocra huacho is een pissebed uit de familie Cymothoidae. De wetenschappelijke naam van de soort is voor het eerst geldig gepubliceerd in 1984 door Rokicki.